# Saint-Gravé
Saint-Gravé [sɛ̃ gʁave] je francouzská obec v departementu Morbihan v regionu Bretaň.

## Historie
První písemná zmínka o obci k roku 837 se nachází v kopiáři kláštera Redon. V 11. století je Saint-Gravé zmiňován jako farnost. V roce 1790 se Saint-Gravé stal samostatnou obcí.

## Vývoj počtu obyvatel
Počet obyvatel

## Pamětihodnosti
- dva dolmeny
- kaple Saint-Sixte ze 16. století
- kostel Saint-Denis vysvěcený roku 1901, který nahradil starší stavbu zbořenou koncem 19. století
- château du Brossais. První šlechtické sídlo zde existovalo již v roce 1383. Dnešní zámek byl postaven kolem roku 1600 a rozšířen v roce 1780. Nese jméno šlechtické rodiny, která zde sídlila ve 14. století.
- château de Cancouët z 15. století